# Corgatha sideropasta
Espèce
Corgatha sideropasta est une espèce d'insectes lépidoptères (papillons) de la famille des Noctuidae et qui se rencontre en Australie.